# كأس فرنسا 1992–93
كأس فرنسا 1992–93 (بالفرنسية: Coupe de France de football 1992-1993)‏ هو الموسم 76 من كأس فرنسا. أشرف على تنظيمه اتحاد فرنسا لكرة القدم، وفاز فيه باريس سان جيرمان.